# Tine Lindhardt
Tine Lindhardt (Aalborg, 16 novembre 1957) è una teologa e vescova luterana danese.
Tine Lindhardt è la terza donna eletta vescovo in Danimarca (la quarta della Chiesa di Danimarca) e la prima della diocesi di Fionia, con sede nella Cattedrale di San Canuto, a Odense.

## Biografia
Laureata in Teologia (Candidatus theologiæ) nel 1984 all'Università di Aarhus, dove poi è diventata docente di Antico Testamento, è stata parroca per molti anni. Segretario generale della Società biblica danese  (Bibelselskabet) dal 2003 al 2010, è stata autrice del programma Mennesker og Tro ("Persone e Fede") sulla rete radio-televisiva danese.
Sposata con Jan Linhardt, vescovo di Roskilde dal 1997 al 2007, ha due figli. Ha sostituito nel novembre 2012 il vescovo Kresten Drejergaard nella Diocesi di Fionia.

## Opere
- Guds historie - historien om Gud: temaer fra Første Mosebog, Unitas Verlag, 1993 ISBN 87-7517-312-3